# جون أولاف إينيمو
جون أولاف إينيمو (من مواليد 10 ديسمبر 1975) هو فنان قتال مختلط نرويجي متقاعد. وهو أيضًا ممارس للجيو جيتسو البرازيلية، وكان أبرز ما يميز مسيرته هو الفوز في بطولة نادي أبوظبي للقتال في عام 2003 (فئة وزن 88-98كغ). وهو الرجل الوحيد الذي هزم البطل الحائز على عدة ألقاب في الجيو جيتسو البرازيلية روجر غراسي في بطولة نادي أبو ظبي للقتال العالمية. كما أنه يحمل الحزام الأسود في جيو جيتسو البرازيلية.

## مسيرة فنون القتال المختلطة

### المسيرة المبكرة
ظهر إينيمو لأول مرة في MMA في عام 2000. حارب من أجل عدد من الترقيات في فنلندا وهولندا، وحقق بسرعة رقمًا قياسيًا غير مهزوم من 4-0. ظهر لأول مرة في اليابان عام 2003 في حملة شوتو الترويجية عام 2003.
لم ينافس إينيمو في الفترة من 2003 إلى 2006 بسبب مضاعفات الإصابة بعدوى بكتيرية (التهاب لفافي ناخر) في قدمه اليسرى بعد الجراحة. تعافى تمامًا وعاد للقتال في أوائل عام 2006. عانى من أول خسارة احترافية له في بطولة برايد فايتنغ حيث خسر أمام فابريسيو ويردوم بقرار إجماعي في برايد 31.

### بطولة القتال النهائي
في 7 مارس 2011، وقع إينيمو مع يو إف سي للانضمام إلى قسم الوزن الثقيل.
كان من المقرر أن يقوم إينيمو بأول ظهور له في يو إف سي ضد شين كاروين في 11 يونيو 2011 في يو إف سي 131. ومع ذلك، بمجرد انسحاب بروك ليسنر من معركته ضد جونيور دوس سانتوس بعد معاناته مرة أخرى من التهاب الردب، تدخل كاروين ليأخذ مكان ليسنار في الحدث الرئيسي. بدلاً من ذلك، حارب أينيمو زميله الجديد في يو إف سي ديف هيرمان. ليخسر أمامه بالضربة القاضية الفنية (اللكمات) في 3:19 من الجولة 2. أكسبته هذه المعركة تكريم قتال الليل.
في 3 أغسطس 2011، أعلن غولدن غلوري أن إينيمو قد فُكَّ ارتباطه من عقده من قبل يو إف سي. عكست يو إف سي القرار لاحقًا، وأعادت إينيمو.
في قتاله الثاني في يو إف سي، واجه إينيمو مايك روسو في 28 يناير 2012 في يو إف سي على فوكس: إيفانس ضد. دافيس. بيد أنه خسر القتال بقرار إجماعي. تم فك الارتباط معه بعد ذلك.

### التقاعد
أعلن أينيمو اعتزاله فنون القتال المختلطة في 3 أبريل 2012. وقال إنه سيواصل المشاركة في الرياضة كمدرب ويساعد الرياضة على النمو في بلده الأم النرويج.

## البطولات والإنجازات

### مسيرته في بطولة نادي أبوظبي للقتال
- 2007 قتال سوبر - خسر ضد روجر غراسي.
- 2005 فئة وزن 88-98كغ - ربع النهائي - فاز على فيتور فيانا.
- 2003 فئة وزن 88-98كغ - نهائي - فاز ضد ألكسندر فيريرا.
- 2003 فئة وزن 88-98كغ - فاز ضد روجر غراسي.
- 2001 فئة وزن 88-98كغ - ربع النهائي - فاز ضد رولز غراسي.
- 2001 فئة وزن تحت 99كغ - نصف النهائي - خسر أمام ريكاردو أرونا.

### مسيرته مع فنون القتال المختلطة (MMA)
- بطولة القتال النهائي
  - قتال الليل (مرة واحدة) ضد. ديف هيرمان

## سجل فنون القتال المختلطة
| السجل المهني |       |         |
| 9 نزال       | 6 فوز | 3 خسارة |
| ضربة قاضية   | 1     | 1       |
| إخضاع        | 5     | 0       |
| قرار القضاة  | 0     | 2       |

| النتيجة | السجل | الخصم               | الطريقة                                 | الحدث                               | التاريخ        | الجولة | الوقت | المكان                   | الملاحظات   |
| ------- | ----- | ------------------- | --------------------------------------- | ----------------------------------- | -------------- | ------ | ----- | ------------------------ | ----------- |
| هزيمة   | 6–3   | مايك روسو           | قرار (بالإجماع)                         | يو أف سي على فوكس: إيفانز ضد. دافيس | 2012 يناير 28  | 3      | 5:00  | شيكاغو، الولايات المتحدة |             |
| هزيمة   | 6–2   | ديف هيرمان          | الضربة القاضية الفنية (الركبة واللكمات) | يو أف سي 131                        | 2011 يونيو 11  | 2      | 3:19  | فانكوفر، كندا            | قتال الليل. |
| انتصار  | 6–1   | جيمس تومسون         | إخضاع (شد الذراع)                       | 2H2H: الفخر والشرف                  | 2006 نوفمبر 12 | 1      | 4:18  | روتردام، هولندا          |             |
| هزيمة   | 5–1   | فابريسيو ويردوم     | قرار (بالإجماع)                         | برايد 31                            | 2006 فبراير 26 | 3      | 5:00  | سايتاما، اليابان         |             |
| انتصار  | 5–0   | ميندوجاس كوليكوسكاس | إخضاع (شد الذراع)                       | وانا شوتو 2003                      | 2003 نوفمبر 03 | 1      | 0:47  | طوكيو، اليابان           |             |
| انتصار  | 4–0   | إيفرت فييت          | الضربة القاضية الفنية (الخضوع لللكمات)  | شوتو فنلندا                         | 2003 فبراير 22 | 1      | 1:54  | توركو، فنلندا            |             |
| انتصار  | 3–0   | أولاف إن 'تي فيلد   | الضربة القاضية الفنية (الخضوع لللكمات)  | شوتو هولندا                         | 2001 نوفمبر 04 | 1      | 1:07  | ديفينتر، هولندا          |             |
| انتصار  | 2–0   | إركا شالستروم       | الضربة القاضية الفنية (لكمات)           | فينفايت 4                           | 2000 ديسمبر 02 | 1      | 2:22  | توركو، فنلندا            |             |
| انتصار  | 1–0   | جان جارفينسيفو      | إخضاع (شد الذراع)                       | ليلة القتال المُرَكَّز 4                | 2000 أكتوبر 06 | 1      | 4:20  | هامينلينا، فنلندا        |             |

## روابط خارجية
- جون أولاف إينيمو على موقع شيردوغ (الإنجليزية)
- جون أولاف إينيمو على موقع IMDb (الإنجليزية)
- ملف يو أف سي الرسمي